# Raider Nation

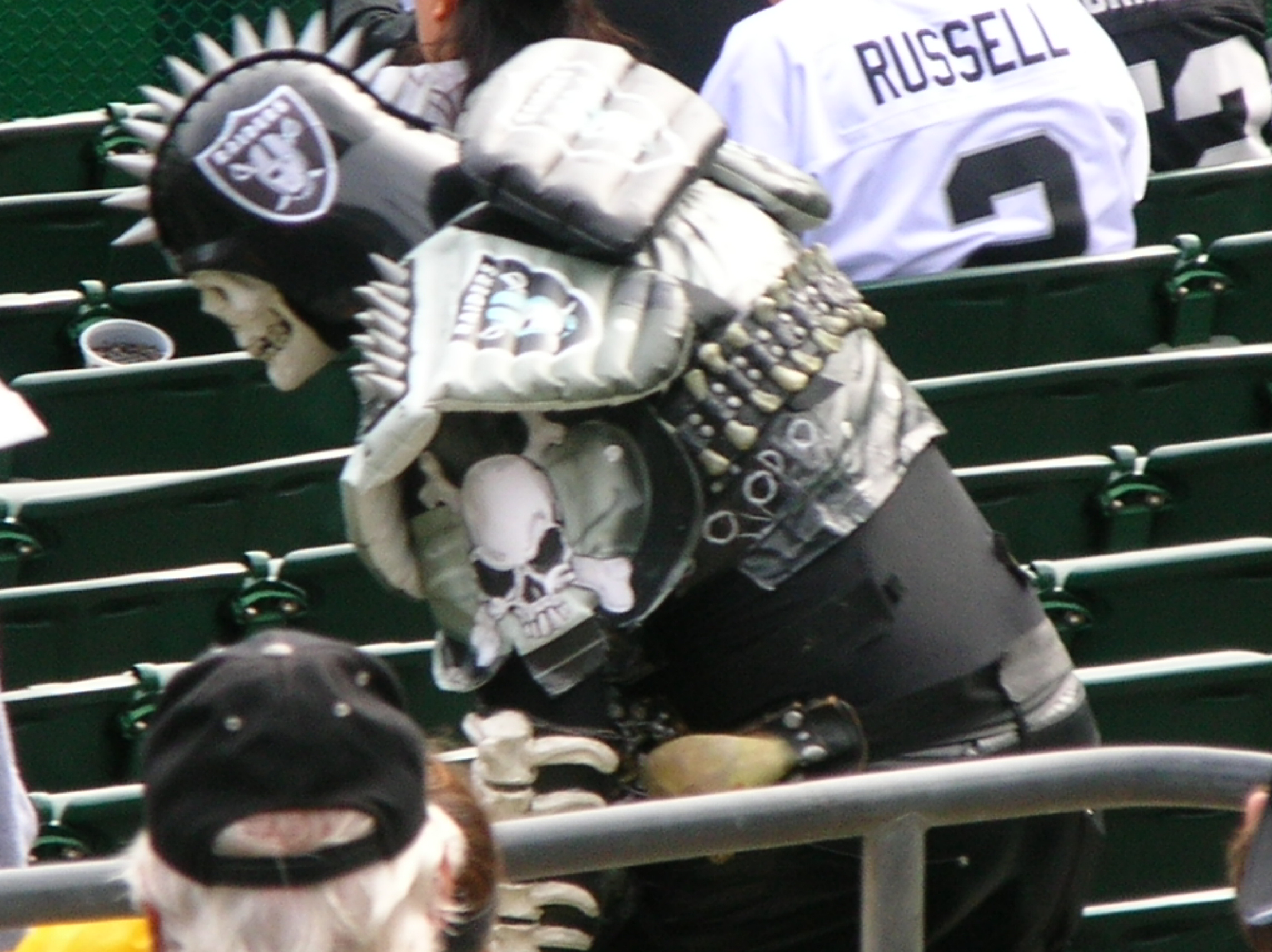
I tifosi più caldi della Raider Nation sono noti per i loro elaborati costumi, sempre a carattere spaventoso

Raider Nation è il nome ufficiale della tifoseria dei Las Vegas Raiders della National Football League (NFL), precedentemente gli Oakland Raiders e i Los Angeles Raiders. Il nome fu coniato dal tifoso Jim Hudson nel 1995 quando i Raiders tornarono a Oakland dopo gli anni a Los Angeles e si ritrovarono così una tifoseria non più ristretta a una sola città ma ormai presente in tutta la California e oltre. Il nome fu registrato dai Raiders nel 2000.
La tifoseria dei Raiders è la più calda, eccentrica e devota della NFL, nonché la più nota e irriverente. La devozione dei tifosi verso la squadra è narrata nel libro "Better to Reign in Hell" di Jim Miller e Kelly Mayhew, professori di inglese di San Diego e tifosi dei Raiders.

## Caratteristiche
I membri della Raider Nation sono tifosi fieri di essere considerati i "ragazzi cattivi" del football americano, orgogliosi di avere una cattiva reputazione di essere gente che sta fuori dagli schemi classici e preordinati della tifoseria statunitense, di essere odiati e temuti. Chiassiosi, eccentrici, indomiti, coloriti, i tifosi della Raider Nation sono tanto innamorati fortemente della propria squadra quanto ferocemente disprezzano i principali rivali: gli avversari di divisione (i Chiefs, i Chargers e i Broncos), gli Steelers e soprattutto i 49ers con cui per decenni i Raiders hanno condiviso la zona della baia di San Francisco.
L'attaccamento che la Raider Nation ha per la propria squadra, anche e soprattutto nei periodi più negativi della franchigia, e il modo di esprimerla non ha eguali nel football americano.
Il brano musicale The Autumn Wind, scritto nel 1974 da Steve Sabol, è intonato a voce alta a ogni partita ed è conosciuto come "L'inno di battaglia della Raider Nation" rappresentando perfettamente questa tifoseria: spavalda, chiassosa, allegra, cattiva, audace e pronta a ribaltare gli avversari.

## Origini
Il substrato di questo modo di vivere il tifo per la propria squadra di football deriva da diversi fattori. Innanzi tutto dalla realtà della classe operaia della città di Oakland in cui la squadra fu fondata nel 1960 e dalla percezione di vivere in un contesto sfavorito e "perdente" rispetto alla vicina metropoli di San Francisco.
Non secondaria poi l'influenza che hanno avuto figure forti e ribelli come principalmente quella del proprietario storico dei Raiders Al Davis, con i suoi slogan "Us against the world" (noi contro il mondo) e "We would rather be feared than respected" (Preferiamo essere temuti piuttosto che rispettati), ma anche quelle di giocatori che hanno vestito la maglia nero e argento negli anni come Ted Hendricks, John Matuszak, Bob Brown, Ken Stabler, Jack Tatum e Lyle Alzado nonché lo stile di gioco aggressivo della squadra durante gli anni '70 e '80 che portò alla vittoria dei loro tre Super Bowl.
Il successivo spostamento a Los Angeles nel periodo 1982-1995 non ha modificato la percezione nella tifoseria di far parte di una minoranza sfavorita e guardata dall'alto in basso ma ha solo diversificato la sua composizione, con l'inclusione di un maggior numero di tifosi latino-americani e afro-americani. Inoltre gli anni a Los Angeles, palcoscenico con più visibilità rispetto a Oakland, permisero ai Raiders di farsi conoscere e apprezzare da un pubblico più ampio, anche grazie all'associazione con il nascente movimento dell'hip hop e del gangsta rap di gruppi come l'N.W.A o al supporto per la squadra da parte di gruppi californiani dell'heavy metal come i Metallica, gli Slayer, i Machine Head e i Megadeth, il tutto rafforzando l'immagine "ribelle" e anticonvenzionale dei tifosi dei Raiders e trasmettendola a livello nazionale.

## The Black Hole

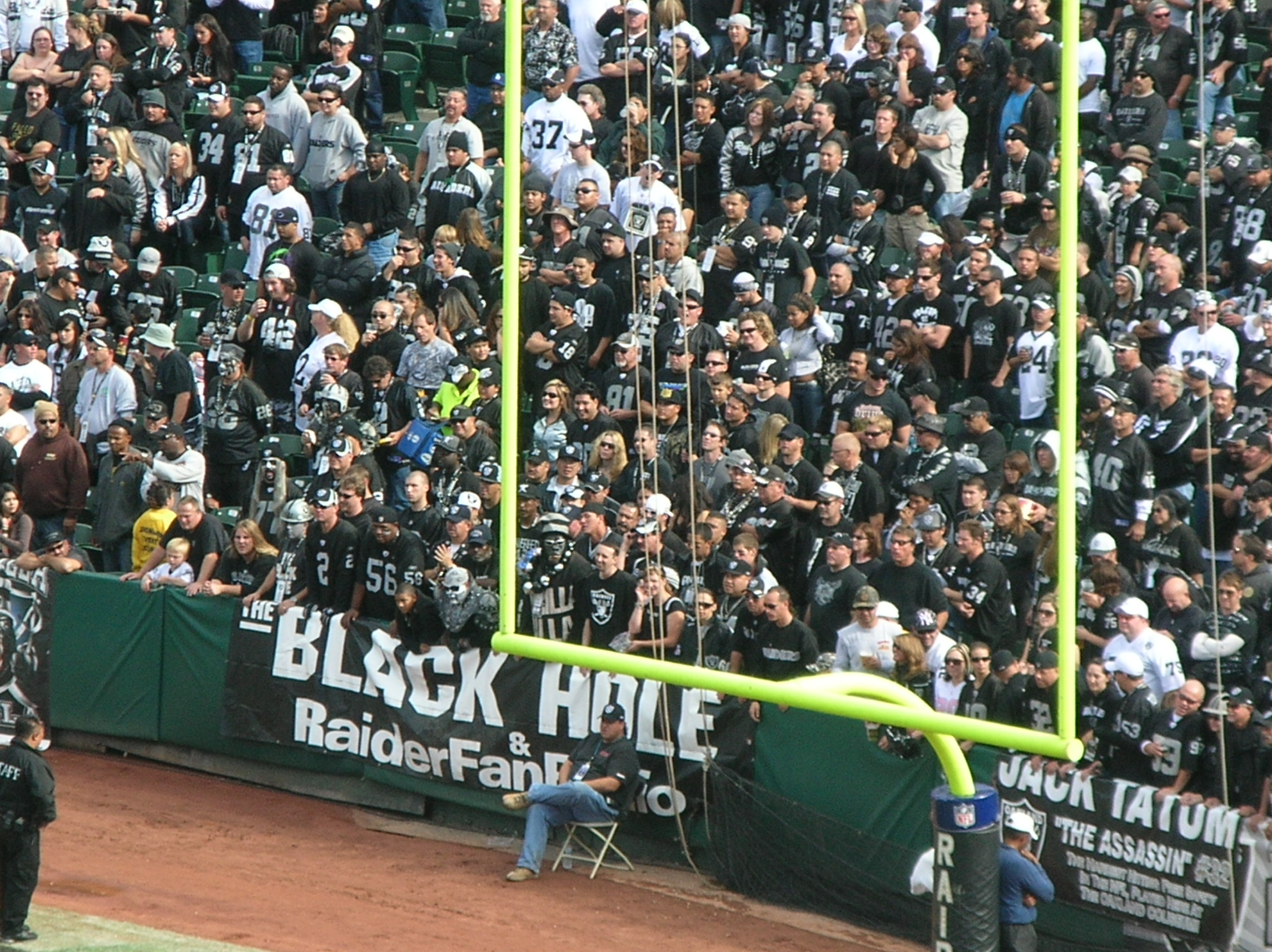
Il "Black Hole" durante una gara casalinga dei Raiders contro gli Atlanta Falcons il 2 novembre 2008 a Oakland

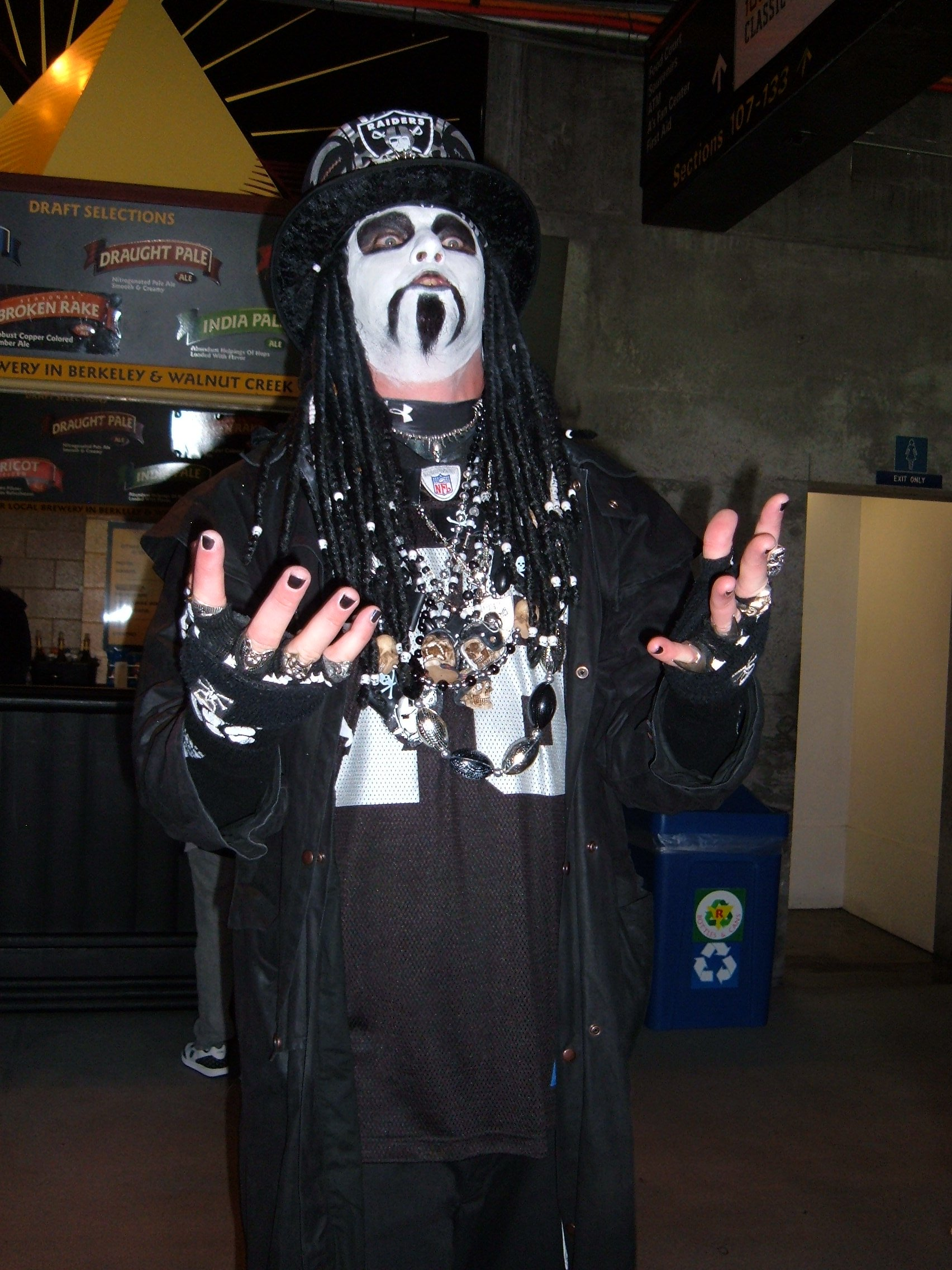
Tifoso dei Raiders pronto per la partita

Il cuore pulsante della Raider Nation allo stadio è il così detto The Black Hole ("Il Buco Nero") che nel vecchio Oakland Coliseum si trovava nel settore sud a ridosso dell'end zone (sezioni 104-107). In questa zona dello stadio i tifosi formano un urlante muro nero con lo scopo di intimidire l'avversario, e per questo in molti si presentano con la faccia colorata di nero e d'argento, vestiti con spallacci con gli spuntoni (tipo i predoni postapocalittici visti nel film Mad Max o nel manga Ken il guerriero) o travestiti con costumi eccentrici ed elaborati di personaggi comunque spaventosi e oscuri come mostri, zombi, maghi del vudù, streghe, scheletri, uomini-gorilla, Dart Fener, ecc. Una sezione resa ancora più minacciosa per i giocatori della squadra avversaria dal fatto che era la più vicina al campo rispetto a qualsiasi altra della NFL.
Il Buco Nero ha seguito i Raiders sia a Los Angeles a metà degli anni '80, sia poi quando la squadra si è trasferita a Las Vegas nel 2020 nel nuovo Allegiant Stadium dove gli è stato riservato sempre il settore sud.

## Critiche
Se da un lato le peculiarità della tifoseria dei Raiders la rendono unica e identificabile nell'ambito degli sport professionistici, dall'altro l'hanno fatta considerare da molti come un gruppo di esagitati se non veri e propri delinquenti e teppisti.
Ad aumentare tale percezione contribuì soprattutto il fatto che durante il periodo a Los Angeles i colori e i simboli dei Raiders furono adottati dalle gang giovanili di strada e quindi in maniera stereotipata chi indossa quei colori viene associato a fenomeni delinquenziali.
Tale considerazione però è stata supportata anche da fatti di cronaca, come risse o atti vandalici, avvenuti a margine delle gare con protagonisti negativi tifosi dei Raiders.
Particolarmenti gravi furono gli episodi di violenza per le strade di Oakland dopo la sconfitta dei Raiders al Super Bowl XXXVII, con auto incendiate e finestre rotte e con la polizia che scese in strada in tenuta antisommossa sparando gas lacrimogeni e proiettili di gomma per fermare gli atti di vandalismo dei tifosi, arrestandone poi 23 per ubriachezza. Un altro grave episodio si verificò nel 2011 dopo una partita di pre-campionato tra Raiders e 49ers che vide una sparatoria fuori dallo stadio con il ferimento di due tifosi e un altro tifoso picchiato in un bagno dello stadio e ritrovato esanime, tant'è che la NFL per anni non permise più alle due squadre di incontrarsi in gare di pre-campionato.

## Tifosi famosi
Tra i personaggi famosi tifosi dei Raiders più identificati con la Raider Nation ci sono sicuramente il rapper Ice Cube che a partire dagli anni '80 ha scritto canzoni sulla squadra e ha promosso i Raiders in vari video e l'attrice e cantante Naya Rivera che ebbe il fratello Mychal giocatore nei Raiders dal 2013 al 2016. Altri tifosi famosi sono l'attore premio Oscar Tom Hanks, l'ex stella della NBA Magic Johnson e il frontman dei Guns N' Roses Axl Rose. 
- Ice Cube - Musicista
- Tom Hanks - Attore[26]
- Tiger Woods - Golfista[27]
- Magic Johnson - ex Giocatore NBA[28]

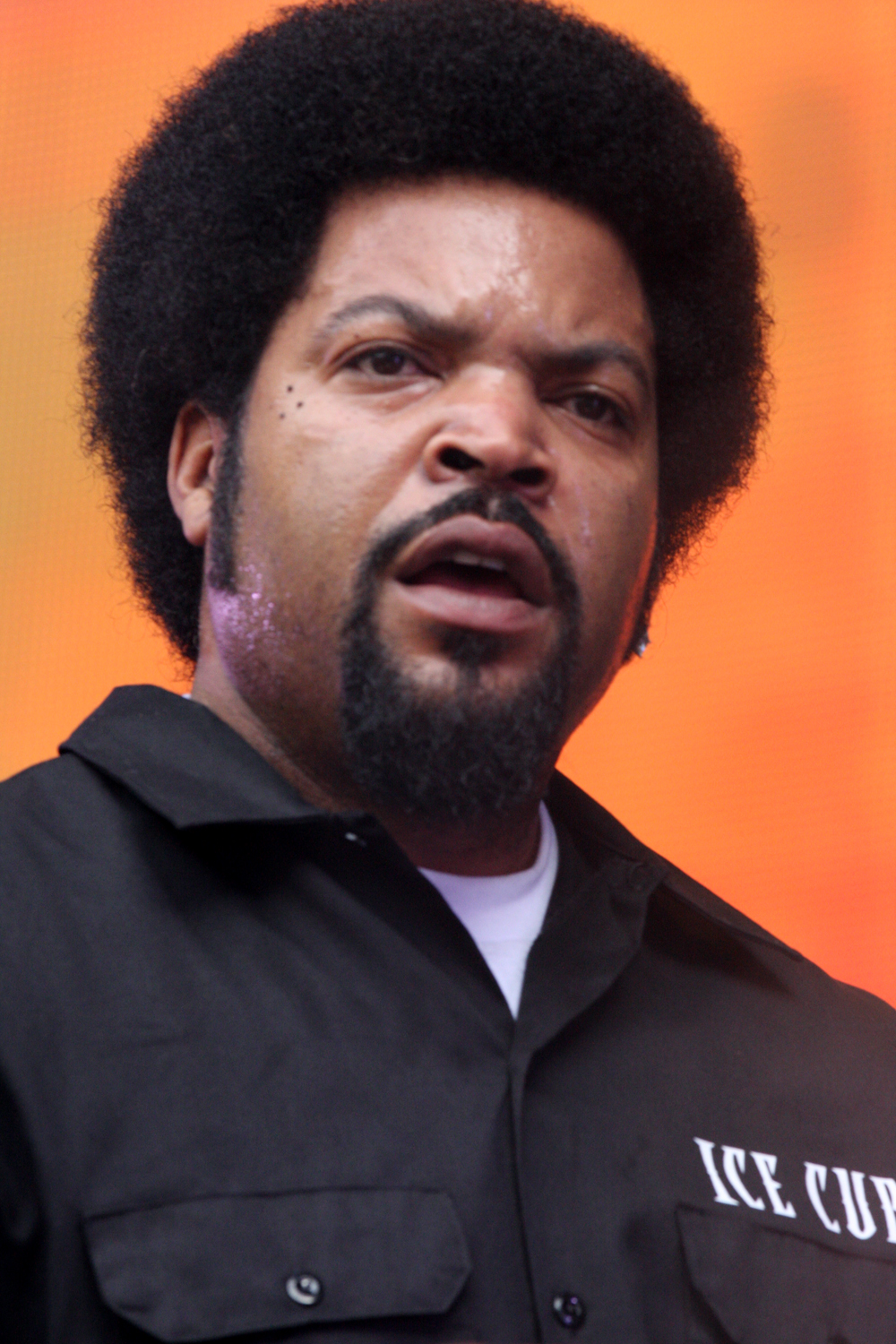
Il rapper e attore Ice Cube è un grande tifoso dei Raiders

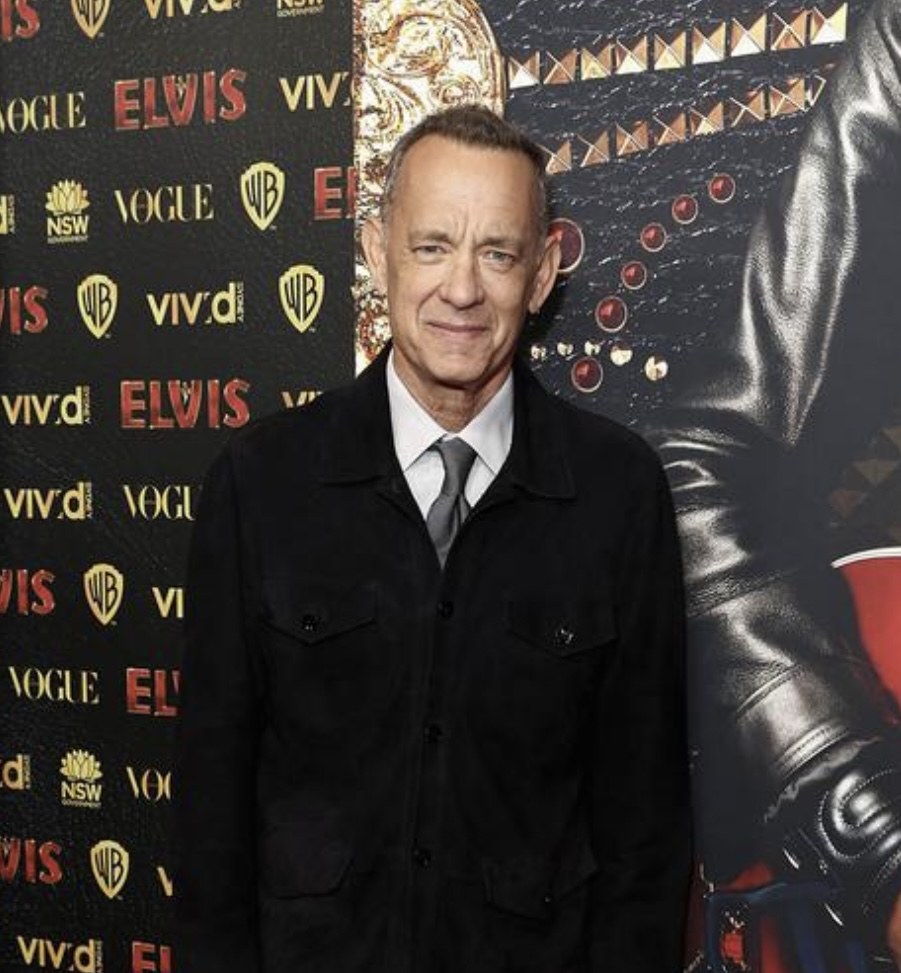
L'attore premio Oscar Tom Hanks nato nella zona di Oakland

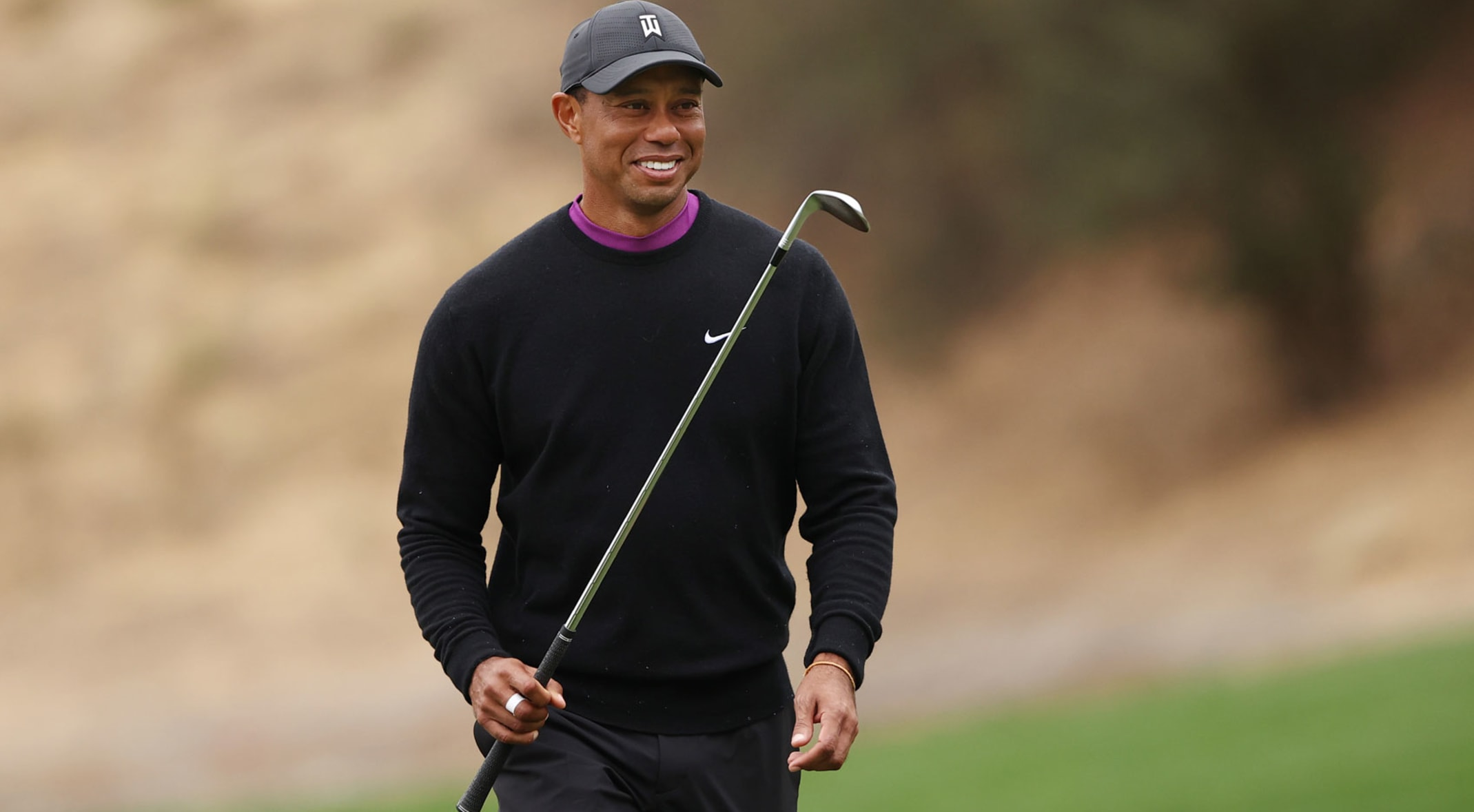
Il golfista Tiger Woods

- Larry King - Presentatore televisivo
- Guy Fieri - Personaggio televisivo, attore[28]
- Logan Webb - Giocatore della MLB[29]
- 50 Cent - Musicista[30]
- Axl Rose - Musicista (Guns N' Roses)[31]
- James Hetfield - Musicista (Metallica)[28]
- Billie Joe Armstrong - Musicista (Green Day)[28]
- Carlos Santana - Musicista[32]
- Eazy E - Musicista
- Ice T - Musicista
- Too Short - Musicista
- MC Hammer - Musicista[33]
- Sen Dog - Musicista (Cypress Hill)
- Dave Mustaine - Musicista (Megadeth)
- Robb Flynn - Musicista (Machine head)
- Lars Frederiksen - Musicista (Rancid)
- Neal Schon - Musicista (Journey)[34]
- Joe Satriani - Musicista (Deep Purple)
- Kerry King - Musicista (Slayer)
- Jeff Hanneman - Musicista (Slayer)
- Mick Thomson - Musicista (Slipknot)
- Ivan Moody - Musicista (Five Finger Death Punch)
- Zoltan Bathory - Musicista (Five Finger Death Punch)
- Fieldy - Musicista (Korn)[35]
- Shavo Odadjian - Musicista (System of a Down)[36]
- Fred Durst - Musicista (Limp Bizkit)[37]
- Tommy Shaw - Musicista (Styx)[38]
- Jessica Alba - Attrice[28]
- George Lopez - Attore[39]
- Naya Rivera - Attrice / Cantante
- Carson Daly - Personaggio televisivo
- Hunter S. Thompson - Scrittore
- Bray Wyatt - Wrestler WWE[40]
- Ronda Rousey - Wrestler WWE/ MMA[41]
- Steve Aoki - Disc jockey / Produttore[42]

## Numeri e diffusione della Raider Nation
Al 2022, da una ricerca pubblicata dalla Samford University che tiene contro del periodo 2017-2021, i tifosi dei Raiders negli Stati Uniti sono stimati in circa 13,5 milioni (circa il 10,5% del totale), 10ª tra le squadre della NFL ma al 1º posto per spesa media nel merchandise, segno dell'attaccamento particolare dei tifosi alla squadra.
I tifosi dei Raiders rappresentano uno dei gruppi che maggiormente, rispetto agli standard della NFL, hanno una diffusione su varie aree geografiche degli Stati Uniti nonché possono contare su svariati fan club in giro per il mondo.
E questo malgrado la squadra abbia ottenuto risultati sportivi assai deludenti nei primi due decenni del ventunesimo secolo: infatti dopo tre stagioni positive (2000, 2001 e 2002) culminate però nella sconfitta nel Super Bowl XXXVII, sono seguite 20 stagioni, dal 2003 al 2022, con nessun titolo di divisione e solo due qualificazioni ai play-off (2016 e 2021), per altro in entrambi i casi con eliminazione al primo turno.
Una ricerca del 2003, con allora i Raiders di sede a Oakland, dava il 41% dei tifosi dalla California, il 39% negli altri Stati e il 10% all'estero. In particolare risultavano attivi dei fan club ufficiali, ossia quelli autorizzati all'uso dei simboli della squadra, in Gran Bretagna, Germania, Norvegia, Belgio, Messico, Nicaragua, Ecuador, Brasile, Sudafrica, Kenia, Mongolia, Afghanistan, Australia e Nuova Zelanda. Un'altra ricerca del 2014 dava i Raiders ancora prima squadra seguita a Los Angeles malgrado se ne fosse andata dalla città da venti anni.
Con lo spostamento a Las Vegas nel 2020, e quindi anche col trasferimento dalla California al Nevada, si pensò che i numeri della tifoseria ne avrebbero risentito, cosa però che non avvenne. Uno studio del 2020 evidenziava che i principali Stati che vedevano la presenza di tifosi dei Raiders erano nell'ordine: Nevada, California, Missouri, New Mexico, Hawaii, West Virginia, Arizona, Kansas e South Carolina, ben al di là quindi dell'area geografica d'influenza della squadra e mantenendo comunque una presenza importante in California.
Su FanWide, sito aggregatore di fan club di squadre di svariate discipline, al 2019 erano attivi 85 club ufficiali dei Raiders mentre su Statista, sito di statistiche sportive e no, veniva riportato all'ottobre 2022 che la squadra sui social media era seguita da 1,9 milioni di follower su Twitter (13ª tra le squadre NFL) e 3,25 milioni su Facebook (11ª).

### Raider Nation in Italia
In Italia il numero di tifosi dei Raiders, rispetto a chi segue il football americano, è molto alto, anche perché la NFL fu conosciuta dal grande pubblico italiano nei primi anni '80 con il primo Super Bowl che fu trasmesso in Italia, il XV, che vide proprio i Raiders laurearsi campioni. Da un'analisi al 2022, i Raiders risultavano largamente primi in Italia tra chi seguiva le pagine Facebook delle squadre NFL.

## Nella cultura di massa
- Nel film Una pallottola spuntata 33⅓ - L'insulto finale del 1994 il tenente di polizia Frank Drebin (Leslie Nielsen) va sotto copertura come detenuto in una prigione, dove osserva di essere "circondato da magnaccia, stupratori e assassini" e aggiunge "Era come essere sugli spalti a una partita dei Los Angeles Raiders".[55]